# Gabriel Mercado
Gabriel Mercado   (Puerto Madryn, 18 de març de 1987) és un futbolista professional argentí que juga com a defensa central per l'Al-Rayyan.

## Carrera de club

### Primers anys
Mercado va debutar com a professional pel Racing Club el 21 de febrer de 2007 en una derrota a casa per 0-1 contra el San Lorenzo. A partir d'aquell moment, va esdevenir un titular habitual del primer equip del Racing.
El juliol de 2010, Mercado va fitxar per l'Estudiantes de La Plata que va pagar 800,000 dòlars pel 50% dels seus drets.
El juliol de 2012, va signar contracte amb el River Plate.

### Sevilla
El 4 d'agost de 2016, el Sevilla FC va fitxar Mercado del River Plate amb un contracte per tres anys, per 2.5 milions d'euros.